# Thuidium batakense
Thuidium batakense är en bladmossart som beskrevs av Fleischer 1923. Thuidium batakense ingår i släktet tujamossor, och familjen Thuidiaceae. Inga underarter finns listade i Catalogue of Life.